# Kellen Kariuki
Kellen Eileen Kariuki, thường được gọi là Kellen Kariuki, là nữ kế toán, doanh nhân và giám đốc điều hành công ty người Kenya. Kể từ tháng 1 năm 2015, bà là giám đốc điều hành của Cơ quan tài sản tài chính chưa được xác nhận (UFAA), một cơ quan của chính quyền trung ương Kenya.
Cơ quan chính phủ này, được tạo ra bởi Đạo luật quốc hội năm 2011, thu thập các khoản tiền chưa được xác định trong hệ thống tài chính, bao gồm séc không dùng tiền mặt, tiền bảo hiểm chưa được nhận, tiền mặt trong tài khoản ngân hàng không hoạt động và tiền trong các tình huống tương tự trong các tổ chức tài chính. Sau đó, UFAA cố gắng liên kết lại các quỹ với chủ sở hữu hoặc người thừa kế hợp pháp của họ, sau khi đã xác nhận thích hợp. Trong thời gian chờ đợi, UFAA đầu tư khoản tiền này thay mặt cho chủ sở hữu, để theo kịp với lạm phát.

## Bối cảnh và giáo dục
Kellen sinh ra ở Kenya và theo học trường địa phương để học đại học. Bằng Cử nhân Khoa học (Cử nhân) về Kế toán được lấy từ Đại học Quốc tế Hoa Kỳ (USIU), ở Nairobi. bà tiếp tục lấy bằng Thạc sĩ Quản trị Kinh doanh (MBA) về Quản lý Chiến lược, cũng từ USIU.
Sau đó, bà nhận bằng Thạc sĩ về Quản lý nguồn nhân lực quốc tế, từ Đại học Cranfield ở Vương quốc Anh. bà cũng là một Kế toán viên (CPA).

## Nghề nghiệp
Trong khoảng 20 năm, tính từ năm 1995, Kellen Kariuki làm việc tại văn phòng Nairobi của Citibank. Bà phục vụ trong các vai trò quản lý cấp cao như là giám đốc tài chính và là giám đốc nhân sự.
Trong những năm qua, bà đã nắm một số vị trí trong hội đồng quản trị các công ty, như (1) Chủ tịch Citibank Tanzania Limited (2) Giám đốc Citibank Uganda Limited (3) Chủ tịch Citibank Kenya Provident Fund (4) Giám đốc Cititrust Kenya Limited (5) Giám đốc Hội đồng Quản trị Đường bộ Kenya (KRB) (6) Giám đốc Bảo hiểm Giải pháp Giám đốc (7) Giám đốc AMREF International và (8) Giám đốc AMREF Flying Doctors.
Bà cũng là thành viên của Khoa tại Trường Kinh doanh Strathmore và là thành viên của hội đồng quản trị của Viện Kế toán Công chứng Kenya.
Tính đến tháng 1 năm 2016, cơ quan mà bà đã từng lãnh đạo quản lý khoảng 6 tỷ kes (khoảng 60 triệu đô la Mỹ).